# 李長郁
李长郁（？年—？年），字康侯，湖南衡阳县人。清末官员、诗人。
光緒十六年（1890年）庚寅恩科三甲進士。同年五月，著交吏部掣签，分发各省以知县即用。官至安徽宣城县知县。李长郁工诗，有《崇实堂诗集》。《晚晴簃诗汇》收其诗作。